# Permission to Land
Permission to Land es el álbum de debut de la banda británica The Darkness.  Fue lanzado el 5 de agosto de 2003 y logró un éxito casi inmediato, alcanzando el número 1 en el  Reino Unido, logrando además cinco discos de platino en su país.
Además de su éxito comercial, el disco obtuvo muy buenas críticas por parte de revistas especializadas y críticos de todo el mundo. Así por ejemplo, la revista Rolling Stone le otorgó cuatro estrellas, aunque en muchos otros sitios se consideró uno de los mejores discos de rock de los últimos tiempos. El disco costó unas 20.000 libras en grabarse, y ganó el Brit Award al mejor álbum en 2004.

## Lista de canciones
- Todas las canciones por Justin Hawkins, Dan Hawkins, Frankie Poullain, Ed Graham, .

1. "Black Shuck" – 3:20
2. "Get Your Hands Off My Woman" – 2:46
3. "Growing On Me" – 3:29
4. "I Believe In A Thing Called Love" – 3:36
5. "Love Is Only A Feeling" – 4:19
6. "Givin' Up" – 3:34
7. "Stuck In A Rut" – 3:17
8. "Friday Night" – 2:56
9. "Love On The Rocks With No Ice" – 5:56
10. "Holding My Own" – 4:56

## Caras B
- "The Best Of Me"
- "How Dare You Call This Love"
- "Bareback"
- "Makin' Out"
- "Physical Sex"
- "Out Of My Hands"
- "Planning Permission"
- "Curse Of The Tollund Man"

## La banda
| Ed Graham        | batería                            |
| Dan Hawkins      | guitarra                           |
| Justin Hawkins   | sintetizador, guitarra, piano, voz |
| Frankie Poullain | bajo                               |